# Kerryon Johnson
Kerryon Johnson (Huntsville, 30 giugno 1997) è un giocatore di football americano statunitense che milita nel ruolo di running back per i Detroit Lions della National Football League (NFL).

## Carriera universitaria
Al college Johnson giocò a football con gli Auburn Tigers dal 2015 al 2017. Nell'ultima stagione fu premiato come giocatore dell'anno della Southeastern Conference dopo avere corso 1.391 yard su 285 tentativi.

## Carriera professionistica
Johnson fu scelto nel corso del secondo giro (35º assoluto) nel Draft NFL 2018 dai Detroit Lions. Debuttò come professionista subentrando nella gara del primo turno contro i New York Jets correndo 5 volte per 17 yard. Nel settimo turno fu premiato come miglior running back della settimana dopo avere corso 158 yard nella vittoria sui Miami Dolphins La sua stagione da rookie si chiuse con 641 yard corse e 3 touchdown disputando 10 partite, di cui 7 come titolare.

## Palmarès
- Running back della settimana: 1

7ª del 2018